# Isabelle Fuhrman
Isabelle Fuhrman (* 25. února 1997 Washington, D.C.) je americká herečka. Nejvíce se proslavila rolí Clove ve filmu Hunger Games.

## Životopis
Isabelle Fuhrman se narodila ve Washingtonu D. C., ale vyrůstala v Atlantě v Georgii. Její matka Elina Fuhrman (rozená Kozmits), je novinářka, která emigrovala ze Sovětského svazu a pracovala pro CNN. Její otec Nick Fuhrman je bývalý politický kandidát a obchodní konzultant. V roce 2015 absolvovala na Stanfordově univerzitě. Isabelle Fuhrman také studovala na Royal Academy of Dramatic Art a krátce navštěvovala Westminster Schoools v Atlantě.

## Kariéra
Svojí hereckou kariéru zahájila v 7 letech, když ji na castingu Cartoon Network spatřili, když čekala na svojí starší sestru Madeline Fuhrman a obsadili ji do jednoho z jejich pořadů Kreslený pátek. Velký debut přišel s dramatickým filmem z roku 2007 Hounddog. Téhož roku byla Isabelle Fuhrman vybrána do filmu Sirotek, po boku Very Farmigy a Petera Sarsgaarda. 
Dále se objevila v televizních seriálech jako Spravedlnost, Posel ztracených duší.
V roce 2012 získala roli Clove ve filmu Hunger Games. Původně se ucházela o roli Katniss Everdeen, ale byla příliš mladá, v době konkurzů ji bylo pouze 15, zavolali si ji však zpět a znovu se pokoušela o roli Clove, kterou získala.
Dne 24. května 2013 byla Isabelle obsazena do nového filmu Kevina Connollyho Dear Eleanor, vydaného v roce 2016. Ve stejném roce se objevila ve filmu Cell. V roce 2015 se přidala k obsazení seriálu stanice Showtime Mystérium sexu.

## Filmografie

### Film
| Rok  | Název                    | Role                   | Poznámky              |
| ---- | ------------------------ | ---------------------- | --------------------- |
| 2007 | Hounddog                 | Kobylka                |                       |
| 2009 | Sirotek                  | Esther                 |                       |
| 2010 | Sammyho dobrodružství 3D | Želvička Shelly (hlas) |                       |
| 2011 | From Up on Poppy Hill    | Sora Matsuzaki (hlas)  |                       |
| 2011 | Ďáblova ruka             | Angie                  |                       |
| 2012 | Hunger Games             | Clove                  |                       |
| 2013 | The Between              | Michelle               |                       |
| 2013 | After Earth              | Rayna                  | neuvedena v titulkách |
| 2014 | Divočina v každém z nás  | Val                    |                       |
| 2014 | Sněhová královna 2       | Alfida (hlas)          | anglický dabing       |
| 2016 | Dear Eleanor             | Max Vosk               |                       |
| 2016 | Cell                     | Alice Maxwell          |                       |
| 2016 | One Night                | Bea                    |                       |
| 2018 | Temné osnovy             | Izzy                   |                       |
| 2018 | Hellbent                 | Danni Frost            |                       |
| 2018 | The Delta Girl           | Magnolia               | krátkometrážní film   |
| 2018 | Good Girls Get High      | Morgan                 |                       |
| 2019 | Tracks                   | Martha                 | krátkometrážní film   |
| 2020 | The Novice               | Alex Dall              |                       |
| 2020 | Úniková hra 2            | —                      |                       |
| —    | Hellbent                 | Danni Frost            |                       |
| —    | Tape                     |                        |                       |
| 2022 | Sirotek: První oběť      | Esther                 |                       |

### Televize
| Rok       | Název                 | Roli            | Poznámky               |
| --------- | --------------------- | --------------- | ---------------------- |
| 2006      | Spravedlnost          | Grace O ' Neil  | díl: „Pilot“           |
| 2008      | Posel ztracených duší | Gretchen Dennis | díl: „Kousky“          |
| 2009      | Děti kukuřice         | Různé hlasy     | TV film                |
| 2010      | Pleading Guilty       | Carrie          | TV film                |
| 2011      | Žalobce a obhájce     | Lyric Byrne     | díl: „Dokonalý svědek“ |
| 2013      | Čas na dobrodružství  | Shoko           | díl: „Trezor“          |
| 2015–2016 | Mystérium sexu        | Tessy Johnson   | vedlejší role, 8 dílu  |
| —         | The Edge of Seventeen |                 | pilotní díl            |

### Video hry
| Rok  | Název                              | Roli                | Poznámky |
| ---- | ---------------------------------- | ------------------- | -------- |
| 2007 | Disney Princess: Enchanted Journey | Hrdinka             |          |
| 2012 | Hitman: Absolution                 | Victoria            |          |
| 2016 | Let It Die                         | Mushroom Magistrate |          |